# 1 500 mètres masculin aux championnats du monde d'athlétisme 2022
Pour des articles plus généraux, voir Championnats du monde d'athlétisme 2022 et 1 500 mètres aux championnats du monde d'athlétisme.
Navigation
Doha 2019 Budapest 2023
L'épreuve du 1 500 mètres masculin des championnats du monde de 2022 se déroule les 16, 17 et 19 juillet 2022 au sein du stade Hayward Field à Eugene, aux États-Unis.

## Mimimas de qualification
Le minima de qualification est fixé à 3 min 35 s 00, la période de qualification est comprise entre le 27 juin 2021 et le 26 juin 2022.

## Résultats

### Finale
| Rang               | Athlète            | Pays        | Temps   | Notes |
| ------------------ | ------------------ | ----------- | ------- | ----- |
| Médaille d'or      | Jake Wightman      | Royaume-Uni | 3:29.23 | WL    |
| Médaille d'argent  | Jakob Ingebrigtsen | Norvège     | 3:29.47 | SB    |
| Médaille de bronze | Mohamed Katir      | Espagne     | 3:29.90 | SB    |
| 4                  | Mario García       | Espagne     | 3:30.20 | PB    |
| 5                  | Josh Kerr          | Royaume-Uni | 3:30.60 | SB    |
| 6                  | Timothy Cheruiyot  | Kenya       | 3:30.69 | SB    |
| 7                  | Abel Kipsang       | Kenya       | 3:31.21 |       |
| 8                  | Teddese Lemi       | Éthiopie    | 3:32.98 | SB    |
| 9                  | Stewart McSweyn    | Australie   | 3:33.24 | SB    |
| 10                 | Michał Rozmys      | Pologne     | 3:34.58 | SB    |
| 11                 | Ignacio Fontes     | Espagne     | 3:34.71 | SB    |
| 12                 | Joshua Thompson    | États-Unis  | 3:35.57 |       |

### Demi-finales
Les 5 premiers de chaque série (Q) et les 2 meilleurs temps (q) se qualifient pour la finale.
| Rang | Série | Athlète                     | Pays             | Temps   | Notes |
| ---- | ----- | --------------------------- | ---------------- | ------- | ----- |
| 1    | 2     | Abel Kipsang                | Kenya            | 3:33.68 | Q     |
| 2    | 2     | Mohamed Katir               | Espagne          | 3:34.45 | Q, SB |
| 3    | 2     | Jake Wightman               | Royaume-Uni      | 3:34.48 | Q     |
| 4    | 2     | Teddese Lemi                | Éthiopie         | 3:35.04 | Q     |
| 5    | 2     | Stewart McSweyn             | Australie        | 3:35.07 | Q     |
| 6    | 2     | Michał Rozmys               | Pologne          | 3:35.27 | q, SB |
| 7    | 2     | Joshua Thompson             | États-Unis       | 3:35.55 | q, SB |
| 8    | 2     | Samuel Tanner               | Nouvelle-Zélande | 3:36.32 |       |
| 9    | 1     | Josh Kerr                   | Royaume-Uni      | 3:36.92 | Q     |
| 10   | 1     | Mario García                | Espagne          | 3:37.01 | Q     |
| 11   | 1     | Jakob Ingebrigtsen          | Norvège          | 3:37.02 | Q     |
| 12   | 1     | Timothy Cheruiyot           | Kenya            | 3:37.04 | Q     |
| 13   | 1     | Ignacio Fontes              | Espagne          | 3:37.21 | Q     |
| 14   | 1     | Neil Gourley                | Royaume-Uni      | 3:37.22 |       |
| 15   | 1     | Charles Philibert-Thiboutot | Canada           | 3:37.29 |       |
| 16   | 1     | John Gregorek Jr.           | États-Unis       | 3:37.35 |       |
| 17   | 1     | Samuel Tefera               | Éthiopie         | 3:37.71 |       |
| 18   | 1     | Oliver Hoare                | Australie        | 3:38.36 |       |
| 19   | 2     | Cameron Proceviat           | Canada           | 3:38.83 |       |
| 20   | 2     | Santiago Catrofe            | Uruguay          | 3:40.16 |       |
| 21   | 1     | Charles Grethen             | Luxembourg       | 3:40.41 |       |
| 21   | 2     | William Paulson             | Canada           | 3:40.41 |       |
| 23   | 1     | Andrew Coscoran             | Irlande          | 3:44.66 |       |
| 24   | 2     | Kumari Taki                 | Kenya            | 3:50.15 |       |

### Séries
| Rang | Série | Athlète                     | Pays             | Temps   | Notes |
| ---- | ----- | --------------------------- | ---------------- | ------- | ----- |
| 1    | 2     | Stewart McSweyn             | Australie        | 3:34.91 | Q, SB |
| 2    | 2     | Charles Philibert-Thiboutot | Canada           | 3:35.02 | Q, SB |
| 3    | 2     | Jakob Ingebrigtsen          | Norvège          | 3:35.12 | Q     |
| 4    | 2     | Jake Wightman               | Royaume-Uni      | 3:35.31 | Q     |
| 5    | 2     | Mario García                | Espagne          | 3:35.43 | Q, PB |
| 6    | 2     | John Gregorek               | États-Unis       | 3:35.65 | Q     |
| 7    | 2     | Santiago Catrofe            | Uruguay          | 3:35.86 | q, SB |
| 8    | 1     | Oliver Hoare                | Australie        | 3:36.17 | Q     |
| 9    | 2     | Teddese Lemi                | Éthiopie         | 3:36.24 | q     |
| 10   | 1     | Samuel Tefera               | Éthiopie         | 3:36.35 | Q     |
| 11   | 1     | Andrew Coscoran             | Irlande          | 3:36.36 | Q, SB |
| 12   | 1     | Timothy Cheruiyot           | Kenya            | 3:36.41 | Q     |
| 13   | 2     | Kumari Taki                 | Kenya            | 3:36.47 | q     |
| 14   | 1     | Charles Grethen             | Luxembourg       | 3:36.51 | Q     |
| 15   | 1     | Neil Gourley                | Royaume-Uni      | 3:36.54 | Q     |
| 16   | 1     | Ignacio Fontes              | Espagne          | 3:36.69 | q     |
| 17   | 1     | Michał Rozmys               | Pologne          | 3:36.76 | q     |
| 18   | 1     | Cameron Proceviat           | Canada           | 3:37.43 | q     |
| 19   | 1     | Christoph Kessler           | Allemagne        | 3:37.57 |       |
| 20   | 2     | Charles Simotwo             | Kenya            | 3:37.66 |       |
| 21   | 1     | Abdelatif Sadiki            | Maroc            | 3:37.76 |       |
| 22   | 2     | Anass Essayi                | Maroc            | 3:38.60 | SB    |
| 23   | 3     | Josh Kerr                   | Royaume-Uni      | 3:38.94 | Q     |
| 24   | 3     | Joshua Thompson             | États-Unis       | 3:39.10 | Q     |
| 25   | 1     | Ryan Mphahlele              | Afrique du Sud   | 3:39.17 |       |
| 26   | 3     | Abel Kipsang                | Kenya            | 3:39.21 | Q     |
| 27   | 3     | William Paulson             | Canada           | 3:39.21 | Q     |
| 28   | 3     | Samuel Tanner               | Nouvelle-Zélande | 3:39.33 | Q     |
| 29   | 3     | Mohamed Katir               | Espagne          | 3:39.45 | Q     |
| 30   | 3     | Ruben Verheyden             | Belgique         | 3:39.46 |       |
| 31   | 3     | Filip Sasínek               | Tchéquie         | 3:39.47 |       |
| 32   | 3     | Matthew Ramsden             | Australie        | 3:39.83 |       |
| 33   | 3     | Ferdinand Kvan Edman        | Norvège          | 3:39.92 |       |
| 34   | 2     | Ismael Debjani              | Belgique         | 3:39.96 |       |
| 35   | 3     | Elhassane Moujahid          | Maroc            | 3:39.98 |       |
| 36   | 3     | Samuel Zeleke               | Éthiopie         | 3:40.77 |       |
| 37   | 3     | Ronald Musagala             | Ouganda          | 3:40.87 |       |
| 38   | 1     | Cooper Teare                | États-Unis       | 3:41.15 |       |
| 39   | 3     | Yervand Mkrtchyan           | Arménie          | 3:42.37 |       |
| 40   | 2     | Isaac Nader                 | Portugal         | 3:42.81 |       |
| 41   | 1     | Abraham Guem                | Soudan du Sud    | 3:43.47 |       |
|      | 2     | Thiago André                | Brésil           |         | DNS   |

## Légende
Records et Performances
- AR : Record continental (area record)
- CR : Record des championnats (championship record)
- MR : Record du meeting (meet record)
- NR : Record national (national record)
- OR : Record olympique (olympic record)
- PR : Record paralympique (paralympic record)
- PB : Record personnel (personal best)
- SB : Meilleure performance personnelle de la saison (season's best)
- WL : Meilleure performance mondiale de l'année (world leader)
- WJR : Record du monde junior (world junior record)
- WR : Record du monde (world record)

Circonstances et Conditions
- DNF : N'a pas terminé (did not finish)
- DNS : N'a pas pris le départ (did not start)
- DQ : Disqualification (disqualification)
- NM : Aucun essai valable enregistré (No Mark)
- Q : Qualifié « directement » au prochain tour (ou à la prochaine compétition), lors d'une compétition majeure, grâce au classement ou à la réalisation des minima (automatic qualifier)
- q : Qualifié au prochain tour (ou à la prochaine compétition), lors d'une compétition majeure, grâce au repêchage ou à la réalisation de l'une des meilleures performances parmi celles des « non qualifiés directement » (grâce au meilleur temps ou à la meilleure distance par exemple) (secondary qualifier)